# Amerika (Zeitschrift)
Amerika war eine Zeitschrift in russischer Sprache, die von 1956 bis 1994 von der United States Information Agency des Außenministeriums der Vereinigten Staaten zur Verbreitung in der Sowjetunion herausgegeben wurde.
Die Zeitschrift wurde im Oktober 1956 erstmals veröffentlicht. Sie entstand aufgrund einer bilateralen Vereinbarung zwischen der Sowjetunion und den Vereinigten Staaten. Im Gegenzug veröffentlichte die Sowjetunion in den Vereinigten Staaten die Zeitschrift Soviet Life. Ein gleichnamiger Vorgänger existierte bereits von 1944 bis Anfang der 1950er Jahre.